# Dipodomys deserti
Dipodomys deserti — вид гризунів родини гетеромісових (Heteromyidae).

## Поширення
Вид поширений у посушливих районах на південному заході США (Каліфорнія, Невада, Юта, Аризона) та на північному заході Мексики (Баха-Каліфорнія, Сонора). Трапляється у преріях Великого Басейну, в Долині Смерті, в пустелі Мохаве та Сонора.

## Опис
Тіло завдовжки до 30 см, вага — 90 г.

## Спосіб життя
Dipodomys deserti мешкає у спекотних піщаних пустелях. Постійно знаходиться у русі у пошуках поживи. Може тривалий час знаходитись без води. Спаровуватись може у будь-яку пору року. Вагітність триває близько 30 днів. Народжується в середньому 5 дитинчат.